# Kevin Haugh
Kevin O’Hanrahan Haugh (* 17. November 1901 in Dublin, Irland; † 5. April 1969 ebenda) war Attorney General of Ireland (Generalstaatsanwalt) von 1940 bis 1942 sowie Richter am High Court von 1942 bis 1960 sowie am Supreme Court von 1960 bis 1968.

## Biografie
Kevin Haugh ist das zweite von vier Kindern des Mathematikers und Collegelehrers John Joseph Haugh und seiner Frau Kathleen O’Hanrahan. Seinen Schulabschluss erhielt er am Blackrock College und studierte am University College Dublin bis 1922 Rechts- und Politikwissenschaften. Seine Rechtsanwaltsausbildung erhielt er am King’s Inns und wurde 1925 zur Rechtsanwaltschaft zugelassen. Er wurde im April 1938 Senior Counsel. 
Am 2. März 1940 ernannte ihn Eamon de Valera zum Attorney General of Ireland. Er blieb in dem Amt bis zum 10. Oktober 1942. Mit dem folgenden Tag wurde er Richter am High Court. Dort war er vor allem mit Erbrecht befasst und genoss wegen seiner besonderen Kenntnisse in dem Rechtsgebiet große Anerkennung. Zum 1. Januar 1961 wurde er zum Richter am Supreme Court ernannt.
Eine kurze Zeit war er Vorsitzender des Irischen Roten Kreuzes.
Sein Sohn Kevin J. Haugh (1944–2009) war wie sein Vater zunächst Rechtsanwalt (Zulassung 1966), Senior Counsel (1983) und später Richter (auch am High Court).